# 紅眼擬海豬魚
紅眼擬海豬魚，為輻鰭魚綱鱸形目隆頭魚亞目隆頭魚科的其中一種，分布於西印度洋的模里西斯及塞席爾群島海域，棲息深度52-57公尺，體長可達10公分，棲息在臨海礁石區海域，生活習性不明，可作為觀賞魚。

## 擴展閱讀
維基物種上的相關：紅眼擬海豬魚